# الفبای بالیایی
الفبای بالیایی (انگلیسی: Balinese script) یک سامانه نوشتاری است که در بالی در کشور اندونزی استفاده می شود.